# TMEM109
TMEM109‏ (Transmembrane protein 109) هوَ بروتين يُشَفر بواسطة جين TMEM109 في الإنسان.